# Chloridolum lameerei
Chloridolum lameerei är en skalbaggsart som först beskrevs av Maurice Pic 1900.  Chloridolum lameerei ingår i släktet Chloridolum och familjen långhorningar.
Artens utbredningsområde är Taiwan. Inga underarter finns listade i Catalogue of Life.